# 아메리카 (텔레노벨라)
《아메리카》(포르투갈어: América)는 2005년 방영된 브라질의 텔레노벨라이다.